# Tim Mahoney

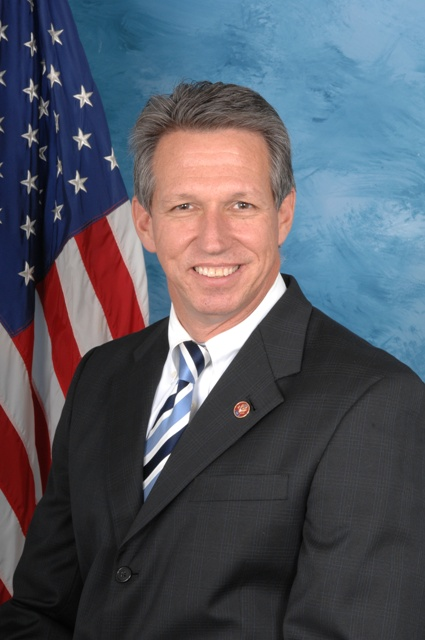
Tim Mahoney

Timothy Edward "Tim" Mahoney, född 15 augusti 1956 i Aurora, Illinois, är en amerikansk politiker och affärsman. Han representerade delstaten Floridas 16:e distrikt i USA:s representanthus 2007-2009.
Mahoney avlade 1978 kandidatexamen vid West Virginia University. Han avlade sedan 1983 MBA vid George Washington University. Han inledde sin karriär inom IT-branschen. Han flyttade 1986 till Florida och blev verkställande direktör för Rodime Systems. Han var 1995 med om att starta Union Atlantic, ett riskkapitalbolag. Han hade sedan ett direktörsjobb på vFinance i Boca Raton.
Mahoney hade länge varit med i republikanerna men bestämde sig 2004 för att byta parti till demokraterna. Kongressledamoten Mark Foley, republikanen som före sin tid i representanthuset hade varit demokrat, avgick 2006 på grund av en skandal. Foley hade ursprungligen tänkt kandidera till omval i kongressvalet i USA 2006 och hade redan nominerats av republikanerna. Mahoney fick möta republikanen Joe Negron i kongressvalet efter Foleys avgång. Trots att den skandalomsusade Foley hade dragit sin kandidatur tillbaka blev hans namn kvar på valsedeln även om de republikanska rösterna gick åt Negron. Mahoney besegrade Negron knappt i kongressvalet och efterträdde Foley i representanthuset.
Mahoney kandiderade till omval i kongressvalet i USA 2008. Före valet avslöjades att han hade haft ett utomäktenskapligt förhållande. Han medgav sedan att han har haft flera utomäktenskapliga förhållanden och hustrun Terry ansökte om skilsmässa bara några dagar före valet. Mahoney förlorade mot republikanen Tom Rooney med 40% av rösterna mot 60% för Rooney.